# Hermolanvaha
Hermolanvaha är ett flyttblock i Finland.   Det ligger i den ekonomiska regionen  Salo ekonomiska region och landskapet Egentliga Finland, i den södra delen av landet, 80 km väster om huvudstaden Helsingfors. Hermolanvaha ligger 54 meter över havet.
Terrängen runt Hermolanvaha är huvudsakligen platt. Hermolanvaha ligger nere i en dal. Runt Hermolanvaha är det glesbefolkat, med 7 invånare per kvadratkilometer. Närmaste större samhälle är S:t Bertils, 17,3 km väster om Hermolanvaha. I omgivningarna runt Hermolanvaha växer i huvudsak barrskog.